# Ton Lokhoff
Antonius Johannes Jacobus Lokhoff, meglio noto come Ton Lokhoff (Breda, 25 dicembre 1959), è un allenatore di calcio ed ex calciatore olandese, di ruolo centrocampista.

## Palmarès

### Giocatore

#### Competizioni nazionali
- Campionato olandese: 1

PSV Eindhoven: 1985-1986